# Badminton-Assoziation Thailands
Die Badminton-Assoziation Thailands (BAT) ist die oberste nationale administrative Organisation in der Sportart Badminton in Thailand. Der Verband wurde 1950 gegründet. Von 1979 bis 1986 existierte ein Parallelverband namens Thailand Badminton Föderation (TBF).

## Geschichte
Die Gründung des Verbandes 1950 ist jedoch nicht der Beginn der Badmintonaktivitäten auf dem Gebiet des heutigen Thailands. Badminton wurde dort schon erstmals in den 1913 in Gärten des Königs Ramda VI gespielt. Auch nach der Gründung des Verbandes 1950 konnte sich der Verband der Unterstützung des Königshauses erfreuen. 1950 wurden auch die ersten nationalen Meisterschaften ausgetragen. Kurze Zeit später wurde der BAT Mitglied in der Badminton World Federation, damals als International Badminton Federation bekannt. Der BAT wurde 1959 ebenfalls Gründungsmitglied im kontinentalen Dachverband Badminton Asia Confederation, damals noch unter dem Namen Asian Badminton Confederation firmierend. 1984 folgte der Start der Thailand Open. Von 1979 bis 1986 existierte ein Parallelverband namens Thailand Badminton Föderation (TBF), der im Gegensatz zum BAT als IBF-Mitglied der WBF angehörte. Im Zeitraum des Splits war der thailändische Badminton am wenigsten international erfolgreich. Im neuen Jahrtausend gehört der BAT in der Erfolgsstatistik zu den Top 15 Nationen weltweit und hat mit Sirivannavari Nariratana sogar ein Mitglied der Königsfamilie in seinen Reihen.

## Bedeutende Veranstaltungen, Turniere und Ligen
- Thailand Open
- Smiling Fish
- Thailändische Meisterschaft

## Bedeutende Persönlichkeiten
- Trirong Limsakul
- Pravat Pattabongse
- Yong Utiskul